# Nycteris intermedia
Nycteris intermedia é uma espécie de morcego da família Nycteridae. Pode ser encontrada na África Ocidental e Central.